# Roquettes
Roquettes település Franciaországban, Haute-Garonne megyében. Lakosainak száma 4292 fő (2022. január 1.). Roquettes Roques, Pinsaguel, Pins-Justaret és Saubens községekkel határos.

## Népesség
A település népessége az elmúlt években az alábbi módon változott:
| Lakosok száma | 234  | 2200 | 2801 | 3441 | 4187 | 4176 | 4049 | 4212 | 4294 | 4292 |
|               | 1968 | 1982 | 1990 | 2006 | 2013 | 2015 | 2017 | 2019 | 2020 | 2022 |